# Rhinocypha huai
Rhinocypha huai – gatunek ważki z rodziny Chlorocyphidae. Został opisany (pod nazwą Heliocypha huai) w 2006 roku z chińskiej wyspy Hajnan.